# Meyna grisea
Meyna grisea är en måreväxtart som först beskrevs av George King och James Sykes Gamble, och fick sitt nu gällande namn av Robyns. Meyna grisea ingår i släktet Meyna och familjen måreväxter. Inga underarter finns listade i Catalogue of Life.